# Amata perspectabilis
Amata perspectabilis är en fjärilsart som beskrevs av Rudolph van Eecke 1920. Amata perspectabilis ingår i släktet Amata och familjen björnspinnare. Inga underarter finns listade i Catalogue of Life.